# سيزار ألبرتو كاسترو
سيزار ألبرتو كاسترو (بالإسبانية: Cesar Alberto Castro)‏ (10 أبريل 1983 بسان كريستوبال في فنزويلا - ) هو مدرب كرة قدم ولاعب كرة قدم فنزويلي في مركز الدفاع. لعب مع أولمبياكوس نيقوسيا وباس جيانينا ونادي أتروميتوس وديبورتيفو لارا ونادي بانسيريكوس وFC L'Escala ‏ ونادي فيزاس ‏.

## وصلات خارجية
- سيزار ألبرتو كاسترو على موقع قاعدة بيانات كرة القدم.إي يو (الإنجليزية)
- سيزار ألبرتو كاسترو على موقع Soccerway.com (الإنجليزية)
- سيزار ألبرتو كاسترو على موقع عالم كرة القدم.نت (الإنجليزية)